# 吉法圣山

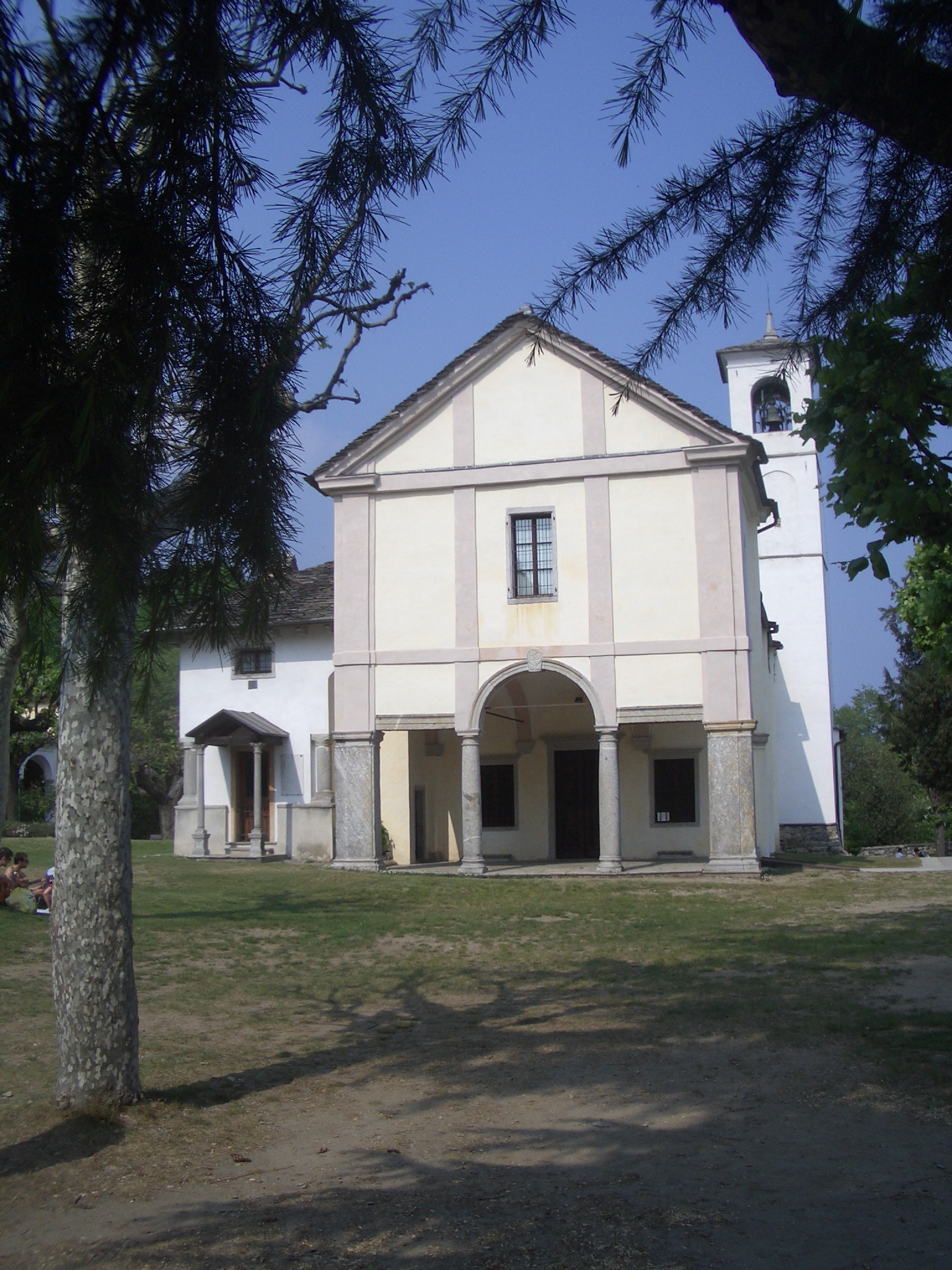

吉法圣山（Sacred Mountain di Ghiffa）是一个罗马天主教朝圣地，位于意大利北部皮埃蒙特吉法，俯瞰马焦雷湖，可以看到皮埃蒙特一侧的马焦雷湖全景。
它是九座皮埃蒙特和伦巴第的圣山之一，被列入世界遗产名录。
圣母小堂建于1647年。苦路的门廊建于17世纪，体现从反宗教改革的主题转移到耶稣受难。
历史
圣山（Sacro Monte）位于吉法（Ghiffa）村上方，位于卡尔焦山（Monte Cargiago，海拔788米）的茂密山坡上，海拔375米，可俯瞰马焦雷湖。据传说，早在4世纪，圣朱利亚和圣朱利安进行传教时，该地已经有一座小教堂。历史上证实，12世纪或13世纪存在一座罗马式祷告堂。随着信徒不断增加，这个地方逐渐扩建以满足需求。首份提到教堂的历史文献可以追溯到1591年，当时的诺瓦拉主教Cesare Speciano在访问时记录了这份文献。根据教堂的描述，教堂是奉献给至圣三一的，可以推断它与现在的朝圣教堂的第一个圆顶相对应。在祭坛上方，有一幅现存的壁画，上面画有基督在桌旁的图像，这是一个“三个相等而不同的人”的三位一体象征。这幅被认为具有神奇力量的画受到极大的尊敬。这座祷告堂很可能早就受到古老的三位一体教会的保护，该教会致力于尊崇至圣三一。
从1605年到1617年，新朝圣地的建设进行了，当时用人们的捐款建造了建筑的主体。这个项目得到了诺瓦拉主教Carlo Bascapè的支持，他特别关注圣山。在1646年至1659年期间，建造了钟楼，完成了教堂。在同一时间，人们开始建造教堂的小堂[1]，其中包括天主圣母升天小堂（1647）、洗者约翰小堂（1659）和族长亚伯拉罕小堂（1703-1722）。1752年，朝圣地建造了一个带有14个拱廊的走廊，供人默想十字架之路的各个站点。几年后，人们在北侧的走廊上建造了一座小堂，奉献给痛苦的圣母。走廊下十字架之路的描绘作品出自1930年，取代了19世纪已经褪色的壁画。
在18世纪，教堂的一侧建起了“隐士之家”（Casa del Romito），一个谦逊的住所，供三位一体教会的修道士居住，他们负责管理朝圣地。1929年，这座房屋被改建成一个小堂，内有一个花园里基督的雕像。
在19世纪，朝圣地逐渐衰落，直到吉法的市政府在1985年批准了一个恢复和提升项目。根据与皮埃蒙特地区的协议，Sacro Monte della Santissima Trinità被设立为特殊自然保护区。1988年通过了一个恢复建筑和设施的计划。通过这个项目，该地于2003年被列入联合国教科文组织世界遗产名录。
建筑与设施
加冕圣母玛利亚小堂
圣三一圣殿，内部全景
为了平衡朝圣地的严肃氛围，十字架之路的走廊以及两座八角形平面的巴洛克风格小堂在广场上的位置起到了作用。其中一座是加冕圣母玛利亚小堂，带有一个位于岩石上的前厅，另一座是圣洗者约翰小堂，带有环形走廊。亚伯拉罕小堂位于下方约一百米处，呈十字形平面。在这些小堂的陶瓷雕像中，这些可能是当地工匠的作品。
天堂中的圣母玛利亚加冕被环绕着托举基督和上帝之父的天使形象。周围有八个壁龛，里面摆放着以赛亚、汉娜、圣格里高利、圣杰罗姆、圣奥古斯丁、阿奎那的多玛斯、先知但以理和国王大卫的雕像。
在洗者约翰小堂里有两尊描绘耶稣受洗的雕像。
在第三座小堂里，用三位天使描绘了亚伯拉罕的宴会，这是圣奥古斯丁将其解释为三位一体的奥秘的象征（Tres vidit, unum adoravit）。这座小堂直接与斯特雷萨的圣山的图像主题相呼应。
自然保护区
皮埃蒙特地区管理的吉法圣三一圣山（Sacro Monte della Santissima Trinità）特殊自然保护区，覆盖了从Ronco地区到山顶的Monte Cargiago山坡，森林面积约200公顷。许多小径穿越这个自然保护区，沿途还会经过一些特色的祈祷小教堂。
圣山上方的森林主要是由年轻的重新造林结果组成，主要有松树和Weymouth松，以及一个半自然的栗树和柞树栖息地，覆盖整个保护区。在向上的地方，岩石露出地面，出现了其他橡树品种：柳叶橡树和浆果橡树。靠近地形凹陷和水流的地方主要是赤杨（黑杨和灰杨）。